# تورکواک
تورکواک (انگلیسی: TURKOVAC) یک واکسن کاندید درمانی برای مقابله با کووید ۱۹ است و توسط وزارت بهداشت ترکیه در همکاری با دانشگاه ارجیس ساخته و توسعه پیدا کرده است. 